# アンリ・エル
アンリ・エル（Henri Hell 本名ジョゼ・エンリク・ラスリ José Enrique Lasry 1916年 - 1991年4月）は、美術、音楽、文芸評論家、音楽学者。

## 生涯
文学評論家として『Fontaine』、『Combat』、『la Table Ronde』、『l'Express』、『Nouvel Observateur』、『ル・モンド』、『新フランス評論』の各媒体で活躍した。『Fontaine』の経営面ではマックス＝ポル・フーシェの補佐を務めた。『la Revue Musicale』、『Candide』、『la Table Ronde』、『Gazette de Lausanne』、『メルキュール・ド・フランス』の音楽評論家でもあった。出版社『フェイヤール』の社長も歴任。フランシス・プーランクに関する文献はこの出版社から刊行された。美術に関するコラムニストとしても活動した。

## 主要作品
- 1944年: La France au cœur : Chroniques de la servitude et de la libération, juin 1940–juin 1943 マックス＝ポル・フーシェの作品への前書き。
- 1956年: L'amour vagabond アンドレ・フレニョー（英語版）著の小説への協力（パリ、プロン社）
- 1957年: Les Élus du Seigneur ジェームズ・ボールドウィン著『Go Tell It on the Mountain』（山にのぼりて告げよ）の仏訳。
- 1958年: Francis Poulenc, musicien français　（プロン社、フェイヤール社） 英語版がウェブで閲覧可能
- 1962年: L'univers romanesque de Marguerite Duras
- 1990年: Un regard スティーブン・スペンダーの作品への前書き
- ルネ・エティアンブル（英語版）との往復書簡
- フランソワ・ヌリシエ（英語版）との往復書簡
- フランシス・プーランクとの往復書簡 1951年